# Kurt Wagener
Kurt Wagener (* 31. Oktober 1898 in Elmshorn; † 21. August 1976 in Hannover) war ein deutscher Veterinärmediziner.

## Leben
Kurt Wagener studierte Veterinärmedizin an der Tierärztlichen Hochschule Hannover und erhielt 1922 die Approbation. Während seines Studiums wurde er Mitglied beim Verein Deutscher Studenten Hannover. 1923 wurde er mit der Arbeit Die Diagnose des Rauschbrandes an der Tierärztlichen Hochschule Hannover promoviert. Nach Tätigkeiten unter anderem 1924–1926 als Assistent an der Staatlichen Forschungsanstalt Insel Riems, am Staatlichen Veterinäruntersuchungsamt in Potsdam und an der Tierärztlichen Hochschule in Berlin erhielt er 1929 die Venia legendi. 1930/31 war er als Stipendiat der Rockefeller-Stiftung in den Vereinigten Staaten. 1932 wurde er Leiter des Staatlichen Veterinäruntersuchungsamts in Landsberg an der Warthe, 1935 außerordentlicher Professor an der Universität Berlin, 1936 ordentlicher Professor und Direktor des Instituts für Veterinärhygiene. 1938 folgte er einem Ruf an die Tierärztliche Hochschule Hannover, wo er drei Jahrzehnte lang das Hygienische Institut leitete. 1957 wurde er zum Mitglied der Deutschen Akademie der Naturforscher Leopoldina gewählt. 1963/64 war er Rektor der Tierärztlichen Hochschule. 1967 wurde er emeritiert.

## Auszeichnungen
- Großes Verdienstkreuz des Verdienstordens der Bundesrepublik Deutschland
- Großes Verdienstkreuz des Niedersächsischen Verdienstordens
- Nieberle-Plakette der Tierärztekammer Baden-Württemberg
- 1953 Ehrenpromotion zum Dr. med. h. c. durch die Georg-August-Universität Göttingen
- Ehrenprofessor der Universität Madrid, Spanien
- Ehrenmitglied der veterinärmedizinischen Gesellschaften von Großbritannien, Japan, Portugal und den USA
- In seinem Geburtsort Elmshorn gibt es die „Kurt-Wagener-Straße“.

## Schriften
- Die Tierärztliche Hochschule Berlin, Lindner Verlag 1931, zusammen mit Hans Dahmen
- Kampf der Maul- und Klauenseuche, Nalfag Verlag Berlin 1939
- Leitfaden für den Kursus in der veterinärmedizinischen Mikrobiologie, Schoertz Berlin 1941
- Die Rindertuberkulose und die milchhygienische Situation in den nordwestdeutschen Städten, Carl 1951, zusammen mit Hermann Eberhardt
- Vorschläge und Wege zur Bekämpfung des Abortus (Bang) des Rindes, Schaper 1954, zusammen mit Richard Götze
- Das medizinische Problem des Virus im Lichte neuerer Erkenntnisse, Vandenhoeck & Ruprecht 1963
- Kursus der veterinärmedizinischen Mikrobiologie, Paul Parey Berlin 6. Aufl., 1966
- Tropische Tierseuchen und ihre Bekämpfung, 1970, ISBN 3-489-71616-7, zusammen mit Eilhard Mitscherlich